# Stema Transnistriei

Stema originală a Transnistriei

Stema autoproclamatei Transnistria este o versiune modificată a stemei fostei RSS Moldovenești, care a fost înlocuită de către guvernul recunoscut al Republicii Moldova după destrămarea Uniunii Sovietice în anul 1991.
Stema transnistreană poartă o panglică roșie pe care scrie REPUBLICA MOLDOVENEASCĂ NISTREANĂ în limbile română, rusă și ucraineană.
- Pe partea stîngă a panglicii scrie în limba rusă "ПРИДНЕСТРОВСКАЯ МОЛДАВСКАЯ РЕСПУБЛИКА" (transliterat ca Pridnestrovskaya Moldavskaya Respublika);
- În centrul panglicii, în chirilică moldovenească, scrie "РЕПУБЛИКА МОЛДОВЕНЯСКЭ НИСТРЯНЭ" (transliterat ca Republica Moldoveneascǎ Nistreanǎ);
- Pe partea dreaptă a panglicii scrie în limba ucraineană "ПРИДНІСТРОВСЬКА МОЛДАВСЬКА РЕСПУБЛІКА" (transliterat ca Prydnistrovs'ka Moldavs'ka Respublika)

Stema Guvernămîntului Transnistriei (1941–1944)
Stema RSS Moldovenești - pe ea se bazează stema transnistreană
Versiunea timpurie a stemei
Stema cu inițiale
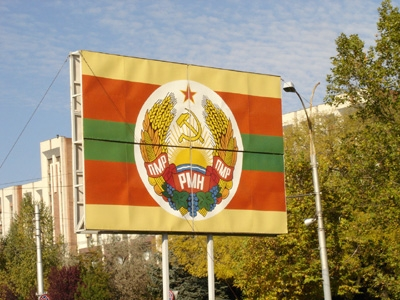
Un panou rutier cu drapelul civil al Transnistriei suprapus cu versiunea simplificată a emblemei naționale

## Componența
Stema Republicii Moldovenești Nistrene conține simbolurile Uniunii Sovietice: în partea centrală se află secera și ciocanul (care simbolizează unitatea muncitorilor și țăranilor), situate deasupra razelor unui soare care răsare din apa unui fluviu (Nistrul). Aceste elemente sunt înconjurate de o coroană compusă din spice de grâu, știuleți de porumb, fructe, struguri și frunze de viță de vie. Spicele de grâu sunt legate între ele în partea de jos cu o panglică roșie având următoarele inscripții în cele trei limbi oficiale ale Republicii Moldovenești Nistrene:
- în partea dreaptă - denumirea republicii separatiste în limba ucraineană "Приднiстровська Молдавська Республiка";
- în partea stîngă - denumirea republicii separatiste în limba rusă "Приднестровская Молдавская Республика";
- în partea de mijloc - denumirea republicii separatiste în limba română cu caractere chirilice "Република Молдовеняскэ Нистрянэ".

În partea de sus a stemei, între extremitățile convergente ale celor două spice, se află o stea pentagonală de culoare roșie. Imaginile secerii și ciocanului, soarele și razele sale au culoarea aurie, spicele de grâu sunt portocaliu închis, știuleții de porumb sunt portocaliu deschis și frunzele lor sunt galben închis. Fructele au culoare portocalie cu margini maronii, boabele de struguri din mijloc sunt albastre, iar cele laterale au culoare chihlimbarului. Imaginea stilizată a Nistrului are culoarea albastră cu o linie ondulată de culoare albă care este desfășurată pe întreaga lungime. Partea de jos a spicelor este de culoare maronie.

## Afișarea stemei
În conformitate cu Constituția RMN, stema Republicii Moldovenești Nistrene este plasată în următoarele locuri:
a) pe clădirea reședinței președintelui Republicii Moldovenești Nistrene, pe clădirile unde funcționează Sovietul Suprem al RMN, Guvernul RMN, ministerele și departamentele RMN, Curtea Constituțională, Tribunalul Suprem și Curtea de Arbitraj a RMN, alte judecătorii ale RMN, procuraturile RMN, alte organe ale puterii de stat, Sovietele locale ale Deputaților Poporului și administrațiile de stat, precum și pe clădirile misiunilor diplomatice și ale oficiilor consulare ale Republicii Moldovenești Nistrene;
b) în sălile, unde se desfășoară ședințele Sovietului Suprem al RMN, conferințele Sovietului Suprem, ale Guvernului RMN, în birourile de lucru ale președintelui RMN, în sălile unde se țin ședințele Sovietelor locale ale Deputaților Poporului, în birourile de lucru ale șefilor administrației de stat, în sălile unde se țin ședințele Curții Constituționale, ale Curții de Arbitraj și ale Tribunalului Suprem ale RMN, ale procuraturilor RMN, precum și în sălile Oficiului Stării Civile unde se înscriu nașterile și căsătoriile;
c) pe documentele oficiale ale Sovietului Suprem al Republicii Moldovenești Nistrene și ale comisiilor sale, Președinției RMN, Guvernului RMN, ministerelor și departamentelor, Curții Constituționale, Curții de Arbitraj și a Tribunalului Suprem al Republicii Moldovenești Nistrene, judecătoriilor și procuraturilor Republicii Moldovenești Nistrene, ale altor organe ale puterii de stat, ale Sovietelor locale ale Deputaților Poporului, ale administrației de stat, ale birourilor notariale de stat;
d) pe publicațiile oficiale ale Sovietului Suprem, ale Președinției și Guvernului Republicii Moldovenești Nistrene;
e) pe publicațiile oficiale ale organelor executive ale puterii de stat, ale organelor de administrare locală ale Republicii Moldovenești Nistrene;
f) pe mijloacele de transport ale organelor de apărare a legii ale Republicii Moldovenești Nistrene;
g) pe indicatoarele de intrare pe teritoriul Republicii Moldovenești Nistrene, aflate la punctele de trecere a frontierei;
h) pe însemnele monetare ale Republicii Moldovenești Nistrene;
i) pe biletele agențiilor Loteriei de Stat a Republicii Moldovenești Nistrene.

Prin legislația Republicii Moldovenești Nistrene, stema poate fi plasată și în alte cazuri în care se specifică acest lucru. Reproducerea stemei Republicii Moldovenești Nistrene, de orice mărime, trebuie să corespundă întotdeauna cu exactitate cu imaginea sa color. Imaginea alb-negru a stemei este permisă. În imaginile de dimensiuni mici se permite folosirea abrevierilor ПМР, ПМР și РМН, în locul denumirii oficiale ale statului în limbile ucraineană, rusă și moldovenească cu litere chirilice.